# 2013 en littérature
| Années de la littérature : 2010 - 2011 - 2012 - 2013 - 2014 - 2015 - 2016    |
| Décennies de la littérature : 1980 - 1990 - 2000 - 2010 - 2020 - 2030 - 2040 |

Cet article présente les faits marquants de l'année 2013 en littérature.

## Évènements
- 22 janvier : centenaire de la naissance de Henry Bauchau.
- du 25 au 27 janvier : 12e Festival de la biographie à Nîmes.
- 21 février : ouverture de l'OpenEdition Books, quatrième plateforme ouverte par le Centre pour l'édition électronique et spécialisée dans les livres scientifiques[1].
- 5 mai : bicentenaire de la naissance de Søren Kierkegaard.
- 27 mai - 2 juin : Assises internationales du roman à Lyon.
- 25 juin : Jean-François Colosimo, président du Centre national du livre depuis le 12 mai 2010, a remis sa démission au chef de l'État et devient président du directoire des éditions du Cerf.
- 26 juin : centenaire de la naissance d'Aimé Césaire.
- 30 juin : Départ du PDG de Robert Laffont, Leonello Brandolini (62 ans), en poste depuis 14 ans. Il est remplacé par Alain Kouck, actuel PDG d'Editis la maison mère.
- 15 septembre : quadricentenaire de la naissance de François de La Rochefoucauld.
- 25 septembre : centenaire de la naissance de Gilbert Cesbron.
- 5 octobre : tricentenaire de la naissance de Denis Diderot.
- 17 octobre : bicentenaire de la naissance de Georg Büchner.
- 7 novembre : centenaire de la naissance de Albert Camus.

## Parutions

### Bande dessinée
1. Benjamin Adam, Lartigues et Prévert, éd. de La Pastèque, 134 p.  (ISBN 978-2-923841-25-0)
2. Campanella Ardisha et Jarry, Troie, tome 2 : Le Secret du Talos, éd. Soleil, 48 p.
3. Antoine Aubin et Étienne Schréder (illustrations), Jean Dufaux (auteur), Blake & Mortimer, tome 22 : L'Onde Septimus, éd. Blake & Mortimer, 72 p.
4. Philippe Aymond, Highlands, tome 2 : Le Survivant des eaux noires, éd. Dargaud, 48 p.
5. Denis Béchu et Olivier Peru, In Nomine, tome 2 : Demain est aux hommes, éd. Soleil, 48 p.
6. Olivier Berlion et Christian Favrelle (contribution), Tony Corso, tome 6 : Bollywood connexion, éd. Dargaud, 48 p.
7. Stéphane Bileau et Olivier Peru, Les Elfes, tome 3 : Elfes blancs, cœurs noirs, éd. Soleil, 56 p.
8. Franck Bonnet et Marc Bourgne, Les Pirates de Barataria, tome 6, éd. Glénat, coll. Grafica, 48 p.
9. Sophian Cholet et Olivier Peru, Zombies, tome 3 : Précis de décomposition, éd. Soleil, 48p.
10. Éric Corbeyran, Châteaux Bordeaux, tome 3, éd. Glénat.
11. Xavier Coste, Rimbaud, l'indésirable, éd. Casterman, 128 p.
12. Stéphane Créty, Serge Lehman (scénariste), Masqué, tome 4 : Le préfet spécial, éd. Delcourt, 56 p.
13. Sébastien Damour, Paolo Francescutto (couleurs) et Rémi Guérin (scénario), Pinkerton, tome 1 : Dossier Jesse James 1875, éd. Glénat, 48 p.
14. Jean-Yves Delitte, Black Crow, tome 4 : La conspiration de Satan, éd. Glénat, 48 p.
15. Douglo, Insatiable, éd. Dynamite, coll. Petit pétard, 50 p. BD érotique.
16. Kyko Duarte et Jean-Luc Istin (scénario), Les Elfes, tome 1 : Le Crystal des Elfes, éd. Soleil, 56 p.
17. Dupuis, Lady S, tome 9 : Pour l'amour d'une femme, éd. Dupuis,
18. Ersel, Les Pionniers du Nouveau Monde, tome 19 : Les Insurgés, éd. Glénat, 48 p.
19. Denis Falque et Didier Convard (scénario), Les Gardiens du Sang, tome 5 : Acta est fabula, éd. Glénat.
20. Jacques Ferrandez, Albert Camus (auteur, 1913-1960), L’Étranger, éd. Gallimard, 136 p. « Jacques Ferrandez en offre une relecture […] en bande dessinée. »[2]  (ISBN 9782070645183)
21. Cosimo Ferri, Mara, tome 2, éd. Tabou. BD érotique.
22. Filobédo, Mélonie Sweet. L'Île mystérieuse, éd. Tabou, 62 p. BD érotique.
23. Floc'h et François Rivière (scénario), Villa Mauresque, éd. La Table Ronde, 104 p.
24. Leone Frollo et Rubino Ventura, Casino, tome 4, éd. Delcourt, coll. Erotix, 160 p. BD érotique, 3 histoires.
25. Bernard Khattou alias Frisco et Jean-Claude Bartoll, L'Agence, tome 6 : La Dyneastie De Wilde, éd. Caterman, coll. Ligne rouge.
26. Réal Godbout, L'Amérique, ou le disparu, d'après le roman L'Amérique de Franz Kafka, éd. de La Pastèque, 184 p.  (ISBN 978-2-923841-35-9)
27. Carlos Gomez, Arnaud Delalande (scénario), Simona Magovino, Les Reines de sang : Aliénor, la légende noir, tome 2, éd. Delcourt, 56 p.
28. Pierre-Denis Goux et Olivier Peru, Mjöllnir, tome 1 : Le Marteau et l'enclume, éd. Soleil, coll. Celtic, 52 p.
29. Pierre-Denis Goux et Olivier Peru, Mjöllnir, tome 2 : Ragnarök, éd. Soleil, coll. Celtic, 56 p.
30. Grelin et Jim (scénario), Une petite tentation, éd. Vents d'Ouest, 160 p.
31. Richard Guérineau et Éric Corbeyran (scénariste), Dimitri Fogolin, Le Chant des Stryges, tome 15, saison 3 : Hybrides, éd. Delcourt, 48 p.
32. Hugdebert, Quatre filles et leur mère, éd. Rebecca Rils, 48 p. BD érotique.
33. Igor et Olaf Boccère, Voyage en profondeur, éd. Dynamite, 159 p. BD érotique.
34. Jérôme Jouvray, Anne-Claire Jouvray (couleur), Jean-Christophe Deveney (scénario), Johnny Jungle, première partie, éd. Glénat, coll. 1000 feuilles, 74 p.
35. Milan Jovanovic et Christophe Bec, Carthago, tome 3 : Le Monstre de Djibouti, éd. Les Humanoïdes associés, coll. Humano, 56 p.
36. Ken-Ichi Tachibana et Yû Sasuga (scénario), Terra Formars, volume 1, éd. Kazé, 226 p.
37. Ken-Ichi Tachibana et Yû Sasuga (scénario), Terra Formars, volume 2, traduit par Sylvain Chollet, éd. Kazé, 208 p.
38. Ken-Ichi Tachibana et Yû Sasuga (scénario), Terra Formars, 3rd mission, éd. Kazé, 226 p.
39. Bojan Kovacevic, Daniel Pecqueur (scénario) et Pierre Schelle (scénario), Arctica, tome 5 : Destination Terre, éd. Delcourt, 48 p.
40. Mathieu Lauffray, Xavier Dorison (scénario), Long John Silver, tome 4 : Guyanacapac, éd. Dargaud, 62 p.
41. Francis Leroi, Georges Levis, Giovani Romanini et Lucio Filipucci, Dodo, chronique d'une maison close, éd. Glénat. BD érotique.
42. Li Kunwu (chinois), Les Pieds bandés, traduit par An Ning, éd. Kana, 128 p.
43. Liniers (auteur argentin), Macanudo, tome 4, traduit de l'espagnol par Jean-Paul Partensky, éd. de La Pastèque, 96 p.  (ISBN 978-2-923841-15-1)
44. Marc Jailloux (dessins), Jacques Martin, Géraldine Ranouil, Alix, tome 32 : La dernière conquête, éd. Casterman, 48 p.
45. Manu Larcenet, Daniel Pennac, Journal d'un corps, éd. Futuropolis, 384 p.
46. Thomas Legrain, Benec (scénariste), Filippo Rizzu (contribution), Sisco, tome 6 : Négociations en 9 mm, éd. Le Lombard, 46 p.
47. Pierre Marquès et Mathias Enard, Tout sera oublié, éd. Actes sud BD, 224 p.
48. John Martz, Machine Gum, éd. de La Pastèque, 80 p.  (ISBN 978-2-923841-39-7)
49. Ralph Meyer, Xavier Dorison (scénario), Asgard, tome 2 : La Serpent-monde, éd. Dargaud, 56 p.
50. Guy Michel, Arnaud Delalande (scenario), Erick Surcouf (scenario) et Sébastien Bouet (contribution), Surcouf, tome 2 : Le Tigre des Mers, éd. 12 bis, 48 p.
51. Margaux Motin, La Tectonique des plaques, éd. Delcourt, coll. Tapas, 192 p.
52. Clément Oubrerie et Julie Birmant (scénario), Pablo, tome 3. Matisse, éd. Dargaud, 84 p.
53. Pacco, Une semaine sur deux, tome 2 : Je suis ton père, éd. Fluide glacial, 172 p.
54. Pacco et Maïa Mazaurette (scénario), Les Hommes en 30 modèles : Les reconnaître, les approcher, les aimer, éd. Delcourt, 128 p.
55. Daniel Pennac, Journal d'un corps, texte intégral du roman paru l'année précédente « mis en dessin » (comme indiqué sur la couverture) par Manu Larcenet, éd. Futuropolis[3], 384 p.  (ISBN 9782754809504)
56. Celestino Pes et Nik Guerra, Magenta, tome 2 : Bas fonds et bas nylon, éd. Delcourt, coll. Erotix, 160 p. BD érotique.
57. Michel Pierret, Les Aigles décapitées, tome 25 : Au nom du roi, éd. Glénat, 48 p.
58. Michel Plée, préface Leslie Plée, Vivre vieux et gros : Les Clefs du succès. La méthode de développement personnel pour les chats, éd. Delcourt, 80 p.
59. Jean-Michel Ponzio et Richard Marazano, Le Protocole Pélican, tome 3, éd. Dargaud, 48 p.
60. Dan Popescu et France Richemond (scénario), La Rose et la Croix, tome 5 : L'Arcane, éd. Soleil, coll. Les Secrets du Vatican, 48 p.
61. Miguelanxo Prado, Ardalén, vents de mémoire, éd. Casterman, 258 p.
62. Frank Quitely et Grant Morrison (scénario),  All-Star Superman, éd. Urban Comics, 320 p.
63. Stefano Raffaele et Christophe Bec, Prométhée, tome 7 : La Théorie du 100e singe, éd. Soleil, 48 p.
64. Henri Reculé, Stephen Desberg (scénario), Cassio, tome 7 : Le Réveil d'une déesse, éd. Le Lombard, 47 p.
65. Denis Rodier et Éric Corbeyran (scénario), L'Apogée des dragons, tome 2 : Le Calice de Thulé, éd. Soleil, 48 p.
66. Paul Salomone et Wilfrid Lupano (scénario), L'Homme qui n'aimait pas les armes à feu, tome 2. Sur la piste de Madison, éd. Delcourt, 48 p.
67. Eric Stalner, Delf (contribution), Ils étaient dix, tome 6 : Le Vieil empereur, éd. 12 bis, 48 p.
68. Marco Santucci et Sylvain Cordurié (scénario), La Mandragore, tome 2 : La Part sombre, éd. Soleil, 48 p.
69. Gaël Séjourné et Jean Verney (scénario), L'Appel des origines, tome 3 : Sanyanga, éd. Vents d'Ouest, 54 p.
70. Guillaume Sorel, Hôtel particulier, éd. Casterman, 104 p.
71. Fiona Staples et Brian K. Vaughan (scénario), Saga, tome 1, éd. Urban Comics, 168 p.
72. Michel Suro et Éric Corbeyran (scénario), Le Siècle des Ombres, tome 4 : La Sorcière, éd. Delcourt, 48 p.
73. Roman Surzhenko et Yann (scénario), Les Mondes de Thorgal, La Jeunesse de Thogal, tome 1 : Les Trois Sœurs Minkelsönn, éd. Le Lombard, 48 p.
74. Roman Surzhenko et Yann (scénario), Les Mondes de Thorgal, Louve, tome 3 : Le Royaume du chaos, éd. Le Lombard, 48 p.
75. Jacques Tardi, Nicolas Barral (scénario), Léo Malet (auteur, 1909-1996), Nestor Burma : Boulevard Ossements, éd. Casterman, 90 p.
76. Topaz, Métiers de femmes, éd. Rebecca Rils, 48 p. BD érotique.
77. Teresa Valero et Marie Pavlenko (scénario), We are Family, tome 1. Il était deux petits hommes, éd. Delcourt, 48 p.
78. Bastien Vivès, Balak et Michaël Sanlaville, Last Man, tome 1, éd. Casterman, coll. KSTR, 216 p.
79. Bastien Vivès, Balak et Michaël Sanlaville, Last Man, tome 2, éd. Casterman, coll. KSTR, 216 p.
80. Olivier Wozniak, scénario Olivier Berlion, Jérôme Félix, Laurent Galandon et Damien Marie, La lignée, tome 3 : Maxime 1974, éd. Bamboo, 48 p.
81. Michel Weyland, Nadine Weyland (contribution), Aria, tome 35 : Le pouvoir des cendres, éd. Dupuis, 48 p.

### Biographies
1. Alain de Benoist, Édouard Berth ou le socialisme héroïque. Sorel - Marras - Lénine, éd. Pardès, 300 p.
2. Daniel Darc, Entretiens avec Bertrand Dicale. Tout est permis mais tout n'est pas utile, éd Fayard, 222 p.
3. Edgar Feuchtwanger, Bertil Scali, Hitler, mon voisin. Souvenirs d'un enfant juif, éd. Michel Laffon, 295 p. Souvenir d'enfance de l'historien.
4. Violaine Gelly et Paul Gradvohl, Charlotte Delbo, éd. Fayard, 324 p.
5. Françoise Giroud (1916-2003), Alix de Saint-André, Histoire d'une femme libre. L'autobiographie cachée, éd. Gallimard, 256 p.
6. Benoîte Groult, Ainsi soit Olympe de Gouges, éd. Grasset, 207 p. Une pionnière du féminisme.
7. Johnny Hallyday et Amanda Sthers, Dans mes yeux, éd. Plon.
8. Stéphanie des Horts, Le Secret de Rita H., éd. Albin Michel, 280 p.
9. Bernard Lonjon, Colette, la passion du vin, Editions du moment, 182p
10. Cédric Meletta, Jean Luchaire. L'enfant perdu des années sombres, éd. Perrin, 450 p.
11. Catherine Rambert, Jean-Luc Delarue, fragments de vérité, éd. First.
12. Céline Raphaël, La Démesure. Soumise à la violence d'un père, éd. Max Milo, coll. Témoignage, 192 p.
13. Alix de Saint-André, Garde tes larmes pour plus tard, éd. Gallimard, 304 p. L'auteur et la fille de Françoise Giroud résolvent quelques mystères de la grande conscience de gauche.
14. Michel Tirouflet, André Diethelm (1896-1954), le pilier de la France libre, éd. Nicolas Chaudun, 480 p[4].
15. Michel Winock, Flaubert, éd. Gallimard.

### Essais
1. Audrey Mouge, Le Mystère des guérisseurs, éd. de La Martinière, 220 p. Réflexion sur les chercheurs scientifiques et leurs pratiques.
2. Stéphane Rose, Misère-sexuelle.com, le livre noir des sites de rencontres, éd. La Musardine[5].

#### Culture

##### Beaux-Arts
1. Catherine Balet, Strangers in the light, éd. Steidl, 96 p. Photographies.
2. Camillo Boito, Conserver ou restaurer : les dilemmes du patrimoine, Éditions de l'Encyclopédie des Nuisances.
3. Patrick Hourcade, La Puissance d'aimer, éd. Michel de Maule, 160 p.
4. François Olislaeger, préfaces Hortense Archambault, Vincent Baudriller, Carnets d'Avignon. Planches 2008-2012, éd. Actes Sud, 304 p.
5. Louvre Abu Dhabi. Naissance d'un musée, éd. Autorité du tourisme et de la culture d'Abu Dhabi, musée du Louvre et Skira-Flammarion, 319 p.

##### Cinéma et télévision
1. Samuel Blumenfeld, Au nom de la loi, éd. Grasset, 237 p.
2. David Cohen, Pacific Rim. Des hommes, des machines et des monstres, éd. Huginn Muninn, 160 p.
3. Florence Colombani, Marlon Brando, anatomie d'un acteur, éd. Les Cahiers du Cinéma, 192 p.
4. Daniel Falconer, Andy Serkis (avant-propos), John Letteri (introduction), Le hobbit, un voyage inattendu. Chroniques, créatures et personnages, traduit par Michèle Zachayus, éd. Fetjaine Fantasy, 220 p.
5. Gilles Jacob, Les Pas perdus, éd. Flammarion. Souvenirs du président du Festival de Cannes.
6. Ian Nathan, Terminator. Anatomie d'un mythe, éd. Huginn Muninn, 176 p.
7. Patrick Poivre d'Arvor, Seules les traces font rêver. Souvenirs et portraits, éd. Robert Laffont.
8. François-Olivier Rousseau, Projection privée, éd. Pierre-Guillaume de Roux, 298 p. Les merveilles trouvées par un cinéphile dans les films.
9. Émile Savatry, Un récit photographique, éd. Gallimard, 152 p. Une histoire des films qui n'ont jamais existé.
10. Brian Sibley, Le hobbit, un voyage inattendu. Le guide officiel du film, éd. Fetjaine Fantasy, 168 p.
11. Daniel Wallace, Christopher Nolan (avant-propos), Zack Snyder (introduction), Man of steel. Dans l'univers légendaire de Superman, éd. Huginn Muninn, 192 p.

#### Économie
1. Michel Aglietta et Thomas Brand, Un New Deal pour l'€urope : croissance, euro, compétitivité, éd. Odile Jacob, coll. Économie, 305 p.
2. Heriberto Araujo et Juan Pablo Cardenal, Le Siècle de la Chine. Comment Pékin refait le monde à son image, éd. Flammarion, 320 p[6].
3. Patrick Artus et Marie-Paule Virard, Les apprentis sorciers. 40 ans d'échec de la politique économique française, éd. Fayard, 198 p.
4. Marie-Claire Bergère, Chine, le nouveau capitalisme d’État, éd. Fayard, 310 p[7].
5. Jean-Joseph Boillot et Stanislas Dembinski, Chindiafrique. La Chine, l'Inde et l'Afrique feront le monde de demain, éd. Odile Jacob, 360 p[8].
6. Jérôme Chartier, Éloge du travail, éd. Grasset, coll. Blanche, 154 p.
7. Elsa Conesa, Margarita Louis-Dreyfus : enquête sur la fortune la plus secrète de France, éd. Les Liens qui Libèrent, 540 p[9].
8. Guillaume Duval, Made in Germany. Le modèle allemand au-delà des mythes, éd. Le Seuil, 230 p.
9. Charles H. Ferguson, L'Amérique des prédateurs, éd. Jean-Claude Lattès, 474 p[10].
10. Pierre-Noël Giraud et Thierry Weil, L'industrie française décroche-t-elle ?, éd. La Documentation française, 190 p.
11. Jean-Marie Harribey, La Richesse, la valeur et l'inestimable. Fondements d'une critique socio-écologique de l'économie capitaliste, éd. Les Liens qui Libèrent, 540 p[11].
12. Alexandra Ouroussoff, Triple A. Une anthropologue dans les agences de notation, éd. Jean-Claude Lattès, 474 p[12].
13. Navi Radjou, Jaideep Prabhu et Simone Ahuja, L'Innovation jugaad. Redevenons ingénieux !, éd. Diateino, 384 p[13].

#### Éducation
1. Audrey Akoun et Isabelle Pailleau, Apprendre autrement avec la pédagogie positive. À la maison et à l'école (re)donnons à nos enfants le goût d'apprendre, éd. Eyrolles.
2. Jean-François Bach, Olivier Houdé, Pierre Léna (astrophysicien) et Serge Tisseron (psychologue), L'enfant et les écrans. Un avis de l'Académie des Sciences, éd. Le Pommier, 140 p.
3. Monique Dagnaud, Génération Y, les jeunes et les réseaux sociaux, éd. Presses de Science-Po.
4. Pamela Druckerman (journaliste américaine), Bébé made in France, préface Élisabeth Badinter, éd. Flammarion, 369 p. Les Françaises sont les meilleures mamans du monde;
5. Jean-François Fogel et Bruno Patino (journaliste), La Condition numérique, éd. Grasset. Le cerveau à l'ère numérique.
6. David Le Breton (sociologue), Une brève histoire de l'adolescence, éd. Jean-Claude Béhar. Histoire de l'adolescence depuis l'antiquité grecque.
7. Elena Pasquinelli, Gabrielle Zimmerman, Anne Bernard-Dellorme et Béatrice Descamps-Latscha, Les écrans, le cerveau… et l'enfant, éd. Le Pommier, 216 p.
8. Nicole Prieur et Isabelle Gravillon, Nos enfants ces petits philosophes, éd. Albin Michel.

#### Histoire
1. Claire Auzias, Tsiganes en terre d'Israël, Indigène Eds.
2. Olivier Bouzy, Jeanne d'Arc en son siècle, éd. Fayard, 318 p.
3. Ivan Cadeau, Diên Biên Phu, mars - mai 1954, éd. Taillandier, 206 p.
4. Jacques Le Rider, Les Juifs viennois à la Belle Époque, éd. Albin Michel, coll. Présence du judaïsme, 354 p.
5. Alain Minc, L'homme aux deux visages. Jean Moulin, René Bousquet, itinéraires croisés, éd. Grasset Documents, 192 p.
6. Maxime Tandonnet, Histoire des présidents de la République, éd. Perrin, 540 p.
7. Alain Testart, Avant l'histoire. L'évolution des sociétés, de Lascaux à Carnac, éd. Gallimard, coll. Bibliothèque des sciences humaines, 560 pages[14].
8. Olivier Wieviorka, Histoire de la Résistance, 1940-1945. Obéir c'est trahir, désobéir c'est servir, éd. Perrin, 588 p.
9. Servando Rocha, Angry Brigade, éd. L'Échappée.

#### Littérature
1. Paul Auster (américain), Chronique d'hiver, traduit par Pierre Furlan, éd. Actes Sud, 252 p. Premier volume des mémoires de l'écrivain. Une méditation sur la fuite du temps plus qu'un récit autobiographique.
2. Marie Cardinal (1928-2001), Les Mots pour le dire, éd. Grasset. Fragments de conversation, de réflexions sur l'écriture et de ses journaux intimes.
3. Jean Cocteau (1889-1963), La Belle et la bête, éd. des Saints-Pères. Script dans sa version originale.
4. Charles Dantzig, A propos des chefs-d’œuvre (Collection bleue), éd. Grasset, 288 p.
5. Régis Debray, Modernes catacombes, éd. Gallimard, coll. Blanche, 320 p. Une réflexion sur la génération finissante des auteurs de lettres modernes.
6. Jul Delcourt, La Grande librairie. Les 400 meilleurs dessins, 265 p.
7. Sahar Delijani, Les Enfants du Jacaranda.
8. Diane Ducret, Corpus Equi, éd. Perrin, 156 p. Prix Premier Roman de la forêt des livres.
9. Eric Dussert, Une forêt cachée. 156 portraits d'écrivains oubliés, éd. La Table ronde, 608 p.
10. Jean-Paul Enthoven et Raphaël Enthoven, Dictionnaire amoureux de Marcel Proust, éd. Plon / Grasset.
11. Dominique Fernandez, Dictionnaire amoureux de Stendhal, éd. Plon.
12. Francis Scott Fitzgerald (1896–1940), préface Charles Dantzig, Des livres et une Rolls, éd. Grasset, 218 p. Recueil inédit d'entretiens avec la presse américaine réalisés entre 1920 et 1936.
13. Christopher Gérard, Quolibets. Journal de lectures, éd. L'Âge d'Homme, 224 p. Essayistes, romanciers, critiques et poètes méconnus.
14. Jean Grosjean (1912-2006), Une voix, un regard, éd. Gallimard, 496 p.
15. Gérard Guégan, Appelle-moi Stendhal, éd. Stock, coll. la Bleue, 176 p. La mort de Stendhal.
16. Michel Le Bris et Alain Mabanckou (congolais), L'Afrique qui vient. Anthologie, éd. Hoëbeke, coll. Étonnants voyageurs, 256 p.
17. Simon Liberati, 113 études de littérature romantique, éd. Flammerion, 450 p.
18. Bernard Lonjon, Piaf-Cocteau, la môme et le poète, L'Archipel, 204p
19. Janet Malcolm, Le Journaliste et l'assassin (The Journalist and the Murderer), traduit par Lazare Bitoun, éd. François Bourin / Washington Square, 216 p[15].
20. Paul Morand (1888-1976), Coffret Paul Morand, éd. Nicolas Chaudun, 400 p. Les récits de voyage de l'écrivain (Venise, Londres, Vienne, Europe du Sud).
21. Erik Orsenna, La Fabrique des mots, illustration Camille Chevrillon, éd. Stock. Une balade dans la grammaire française.
22. Aleksander Wat, Les Quatre murs de ma souffrance, traduit par Alice-Catherine Carls, éd. La Différence, coll. Orphée, 128 p.
23. Stefan Zweig (1881-1942), La confusion des sentiments et autres récits, traduit par un collectif sous la direction de Pierre Deshusses, éd. Robert Laffont, 1 312 p.

#### Partitions
1. Colette Mourey 12 partitas hypertonales (Éditions Marc Reift)[16]

#### Philosophie
1. Anne Dufourmantelle, Puissance de la douceur, éd. Payot.
2. Elisabeth de Fontenay, Le silence des bêtes : La philosophie à l'épreuve de l'animalité, éd. Points essais, 1078 p. L'énigme de l'animalité.
3. Thilo Sarrazin, L'Allemagne disparait, éd. Toucan, 520 p.
4. Isabelle Stengers, William James et Thierry Drumm, Une autre science est possible ! Manifeste pour un ralentissement des sciences suivi de Le poulpe du doctorat.
5. Éric Werner, De l'extermination, éd. Xenia.

#### Politique
1. Charles Enderlin, Au nom du Temple. Israël et l'irrésistible ascension du messianisme juif (1967-2013), éd. Le Seuil, 380 p.
2. Nabil Esnnari, L’Énigme du Qatar  (ISBN 978-2200287368)
3. Hervé Kempf, Fin de l'Occident, naissance du monde, éd. Le Seuil.
4. Smaïn Laacher, Insurrections arabes. Utopie révolutionnaire et impensé démocratique, éd. Buchet-Chastel, 324 p[17].

##### Politique en Afrique
1. Jean-Jacques Gabas (dir.) et Jean-Raphaël Chaponnière (dir.), préface de Pierre Jacquemot, Le Temps de la Chine en Afrique. Enjeux et réalités au sud du Sahara, éd. Gemdev / Karthala.

##### Politique en Asie
1. Laure de Charette et Marion Ziptel,  Chine. Les nouveaux milliardaires rouges, Éditions de l'Archipel.
2. Pascal Dayez-Burgeon, De Séoul à Pyongyang, idées reçues sur les deux Corées, éd. Le Cavalier bleu, 224 p.
3. Alfred de Montesquiou, Oumma, éd. Le Seuil, 418 p. L'envers du décor du printemps arabe.

##### Politique en Europe
1. David Engels, Le Déclin. La crise de l'Union européenne et la chute de la République romaine, éd. Le Toucan, 384 p[18].
2. René Marchand, Reconquista ou mort de l'Europe. L'enjeu de la guerre islamique. Pour une stratégie de contre-offensive, éd. Riposte laïque, 380 p.
3. Thilo Sarrazin, L'Allemagne disparaît, éd. Toucan, 520 p.
4. Svetlana Alexievitch, La Fin de l'homme rouge ou le désenchantement de l'homme rouge, Actes Sud, 444 p.

##### Politique en France
1. Fabrice Arfi et Médiapart, L'Affaire Cahuzac. En bloc et en détail, éd. Don Quichotte, 286 p.
2. Valérie Astruc et Elsa Freyssenet (journalistes), Florange, la tragédie de la gauche, éd. Plon.
3. François Bayrou, De la vérité en politique, éd. Plon, 216 p.
4. Carole Barjon et Bruno Jeudy, Le coup monté, éd. Plon, 213 p.
5. Xavier Bébin, Quand l'injustice crée l'insécurité, éd. Fayard, 306 p.
6. Éric Brunet, Sauve qui peut ! Arrêtez le tir aux pigeons !, éd. Albin Michel, 270 p.
7. René Chiche, Enquête sur les mandarins de la médecine. Le Conseil de l'ordre: protections, affaires et gaspillages, éd. du Moment, 232 p.
8. Bernard Esambert (ingénieur et financier), Une vie d'influence. Dans les coulisses de la Ve République, éd. Flammarion, 545 p.
9. Marie de Gandt, Sous la plume. Petite exploration du pouvoir politique, éd. Robert Laffont, 285 p. Une galerie de portrait d'hommes politiques.
10. Marcela Iacub, Belle et bête, éd. Stock. Une parution controversée sur Dominique Strauss-Kahn.
11. Jean-Yves Le Gallou, La Tyrannie médiatique, éd. Via Romana, 380 p. Sur le thème de la réinformation.
12. Bruno Le Maire, Jours de pouvoir, éd. Gallimard, 432 p. Récit de ses fonctions de ministre de l'Agriculture de 2010 à 2012.
13. Gabriel Matzneff, Séraphin, c'est la fin, éd. La Table Ronde, 268 p. Sixième tome de ses chroniques politique.
14. Jean-Claude Michéa, Les Mystères de la gauche. De l'idéal des Lumières au triomphe du capitalisme absolu, éd. Climats, 144 p.
15. Gérald Pichon, préface Pierre Sautarel, Sale Blanc ! Chronique d'une haine qui n'existe pas…, éd. IDées, 109 p.
16. Edwy Plenel, Le Droit de savoir, éd. Don Quichotte, 173 p.
17. Noël Pons et Jean-Paul Philippe, 92 Connexion. Les Hauts-de-Seine, laboratoire de la corruption, éd. Nouveau Monde, 300 p. Conflits d'intérêts, clientélisme, emplois fictifs.
18. Patrick Rambaud, Tombeau de Nicolas Ier, avènement de François IV, éd. Grasset, 240 p.
19. Renaud Revel, Les Amazones de la République. Sexes et journalistes à l’Élysée, éd. First, 320 p.
20. René Riesel, Surveiller et guérir (les moutons) : l'administration du désastre en action, Éditions de l'Encyclopédie des Nuisances.
21. Ivan Rioufol, Le Crépuscule du socialisme, Les éditions de Passy, 240 p.
22. Ségolène Royal, Cette belle idée du courage, éd. Grasset, 312 p. Une galerie de portraits de 15 personnalités qui l'inspirent.
23. Bernard Tapie, Un scandale d'État, oui ! : Mais pas celui qu'ils vous racontent, éd. Plon, 229 p.
24. Éric Zemmour, Le Bûcher des vaniteux 2, éd. Albin Michel, 336 p.

#### Religions
1. Patrick Banon, Jésus. La biographie non autorisée, éd. Michel Lafon, 347 p. Biographie basée sur les 70 évangiles apocryphes.
2. Hélé Béji (tunisienne), Islam Pride, Derrière le voile, éd. Gallimard, 152 p[19].
3. Alain Erlande-Brandenburg, La Révolution gothique (1130-1190), éd. Picard, 288 p.
4. Emilio Gentile, Pour ou contre César ? Les religions chrétiennes face aux totalitarismes, éd. Aubier, 482 p.
5. Bernard Housset (évêque), L'Estime de Dieu, éd. Salvator. Le dynamisme de la foi chrétienne face aux questions d'actualité.

#### Santé
1. Sauveur Boukris, La Fabrique de malades. Ces maladies qu'on nous invente, éd. Le Cherche Midi, 236 p.
2. Laurent Chevallier (médecin), Le Livre antitoxique. Alimentation, cosmétiques, maison… Le guide complet pour en finir avec les poisons, éd. Fayard, 308 p.
3. Steeves Demazeux, Qu'est-ce que le DSM ? Genèse et transformations de la bible américaine de la psychiatrie, éd. Ithaque[20].
4. Hugo Horiot, L'Empereur, c'est moi, éd. L'Iconoclaste, 216 p. Souvenirs et introspection d'un autiste.
5. Robert Lenglet, 24 heures sous influences. Comment on nous tue jour après jour, éd. François Bourin, 272 p.

#### Sociétés, sociologie
1. Marie Gillois, Conte de la barbarie ordinaire, éd. Grasset, 224 p. Une mère et ses quatre enfants dans le piège de la cité.
2. Hugues Lagrange, En Terre étrangère. Vies d'immigrés du Sahel en Île-de-France, éd. Le Seuil, 348 p. Récits d'immigration.
3. Pierre Mercklé, Sociologie des réseaux sociaux, éd. La Découverte.
4. collectif, François Dubet, Olivier Cousin, Eric Macé et Sandrine Rui, Pourquoi moi ? L'expérience des discriminations, éd. Le Seuil, 360 pages[21].
5. Hanna Rosin, The End of Men. Voici venu le temps des femmes, traduit par Myriam Dennehy, éd. Autrement, 185 p.
6. Susan Cain, La force des discrets : Le pouvoir des introvertis dans un monde trop bavard, traduit par Marie de Prémonville, éd. JC Lattès, 339 pages.

### Livres d'art
1. Guy Bourdin (photographe), Un message pour vous, éd. Steidl, 312 p. Photographies de mode et de publicité.
2. Neville Rowley, Donatello, la renaissance de la sculpture, éd. À Propos, 64 p.

### Livres pour la jeunesse
1. Marilou Aznar, Lune mauve, tome 1 : La Disparue, éd. Casterman, 415 p., (mars).
2. Marilou Aznar, Lune mauve, tome 2 : L'Héritère, éd. Casterman, 401 p., (mai).
3. Marilou Aznar, Lune mauve, tome 3 : L'Affranchie, éd. Casterman (octobre).
4. Claire Castillon, Tous les matins depuis hier, éd. École des loisirs.
5. Collectif, Sauve qui peut les vacances ! (recueil de nouvelles), éditions Thierry Magnier : recueil de 9 nouvelles, par 9 auteurs, dont Mikaël Ollivier et Colin Thibert.  (ISBN 978-2-36474-265-9)
6. Agnès Desarthe (texte) et Anaïs Vaugelade (illustrations), Le Poulet fermier, éd. École des loisirs.
7. Marie Desplechin, La Belle Adèle, éd. Gallimard Jeunesse.
8. Mike Goldsmith, Muscle tes maths. 150 casse-têtes et remue-méninges, éd. Nathan.
9. Ian McDonald (anglais), Everness. L'Odyssée des mondes, traduit par Jean Esch, éd. Gallimard Jeunesse, 336 p. À la recherche de son père dans les mondes parallèles.
10. Jean-Marc Mathis, Chacun sa cabane, éd. Thierry Magnier, collection « Petite Poche ».
11. Katarina Mazetti, Les cousins Karlsson (roman jeunesse), traduit par Marianne Ségol-Samoy et Agneta Ségol, éditions Thierry Magnier[22].
12. Robert Muchamore, Cherub, mission 14: L'Ange gardien, éd. Casterman.
13. Emma Kennedy, Wilma Tenderfoot, tome 3 : L'Énigme du fantôme maudit, traduit de l'anglais par Corinne Daniellot, illustré par Nancy Peña, éd. Casterman.
14. Marie-Aude Murail, 3 000 façons de dire je t'aime, éd. École des Loisirs.
15. Nadja, Deux mains deux petits chiens, éd. École des loisirs.
16. Christian Oster (texte) et Dorothée de Monfreid (illustrations), Le Cochon et le prince, éd. École des loisirs.
17. Martin Page, Le zoo des légumes, éd. École des Loisirs.
18. R.J Palacio, Wonder, éd. Pocket Jeunesse, 410 p.
19. Rick Riordan, Les Héros de l'Olympe, La marque d'Athéna, éd. Albin Michel Wizz.
20. Tomi Ungerer, Maître des brumes, traduit de l'anglais par Florence Seyvos, éd. École des Loisirs.

### Nouvelles
1. Barzou Abdourazzoqov, Huit monologues de femmes, traduit par Stéphane A. Dudoignon, éd. Zulma, 60 p.
2. Chimamanda Ngozi Adichie (nigériane), Autour de ton cou, traduit par Mona de Pracontal, éd. Gallimard, 304 pages[23].
3. Claire Castillon, Les Couplets, éd. Grasset, 202 p. Des histoires de couples.
4. Franck Courtès, Autorisation de pratiquer la course à pied, éd. Jean-Claude Lattès.
5. François-Henri Désérable, Tu montreras ma tête au peuple, Gallimard, 186 p.
6. Laurent Lafargeas, Les pays sombres, éd. Atramenta , 226 p.
7. Fouad Laroui, L'étrange affaire du pantalon de Dassoukine, éd. Julliard.
8. Blandine Le Callet, Dix rêves de pierre, éd. Stock. coll. la Bleue, 256 p. 10 destins imaginés à partir d'inscriptions funéraires.
9. David Lelait-Helo, Si l'amour m'était conté…, éd. Payot, 223 p. 50 fables du monde entier.
10. Frédéric Martinez, Petit éloge des vacances, éd. Folio, 128 p.
11. Amos Oz (israélien), Entre amis, éd. Gallimard, coll. Du monde entier, 160 p. 8 nouvelles sur la vie dans un kibboutz[24].
12. Mathieu Rémy, Camaraderie, éd. L'Olivier.
13. Vita Sackville-West (anglaise), Infidélités, traduit par Micha Venaille, éd. Autrement, 170 p. L'amour sur des longueurs d'onde différentes.
14. Annie Saumont, Un si beau parterre de pétunias, éd. Julliard, 202 p. 19 nouvelles sur le thème "quand la tragédie survient dans un environnement banal".
15. Clemens J. Setz (autrichien), L'Amour au temps de l'enfant de Mahlstadt, éd. Jacqueline Chambon, 272 p. Prix de la Leipziger Buchmesse (Allemagne).
16. Alex Varenne, Hot Dreams, éd. Blue Lotus Productions, 360 p. 59 histoires sur le thème de la sexualité et du plaisir féminin.
17. Collectif (Éliette Abécassis, Fabienne Berthaud, Marie Darrieussecq, Virginie Despentes, Nicolas d'Estienne d'Orves, Patrick Eudeline, David Foenkinos, Philippe Jaenada, Yann Moix, Véronique Ovaldé et de Bruno de Stabenrath), La Malle, éd. Gallimard, 288 p. 11 histoires sur le thème de la malle Vuitton.

### Poésie
1. Michel Houellebecq, Configuration du dernier rivage, éd. Flammarion.
2. Philippe Jaccottet, Taches de soleil, ou d'ombre (notes sauvegardées, 1952-2005), Gallimard.
3. Richard Taillefer, L'éclisse du temps, éd. Dédicaces.
4. Ingrid Thobois, Les sorciers meurent aussi, éd. Livres du Monde : poèmes et collages, autour de l’œuvre et des voyages de Nicolas Bouvier[25].
5. Serge Venturini, Éclats d'une poétique de l'approche de l'inconnaissable, Livre VI, (2010-2013), coll. « Poètes des cinq continents », livre dédié à Laurent Terzieff), mars, éd. L'Harmattan, 150 p.

### Publications
1. Carole Aurouet, Émilie Savitry. Un récit photographique, éd. Gallimard, 128 p.
2. Général Jean-René Bachelet,  L'Esprit des Glières : Actualités d'un héritage, préface Julien Helfgott, éd. La Fontaine de Siloé, 295 p.
3. Pierre Bayard, Aurais-je été résistant ou bourreau ?, éd. les Éditions de Minuit, coll. Paradoxe, 158 p. Une plongée à l'époque de la Seconde guerre mondiale.
4. Harry Benson (photographe anglais), The Beatles, éd. Taschen, 272 p.
5. Michel Biehn, photographies de Bruno Suet, éd. Flammarion, 180 p.
6. Stéphane Bouchet et Frédéric Vézard, Bertrand Cantat-Marie Trintignant. L'amour à mort, éd. Ring (octobre)[26].
7. Allain Bougrain-Dubourg, Dictionnaire passionné des animaux, éd. Delachaux & Niestlé, 189 p.
8. Catherine Bourgain et Pierre Darlu : ADN superstar ou superflic ? Les citoyens face à une molécule envahissante, éd. Le Seuil, coll. Science ouverte, 167 p.
9. André-Paul Comor (direction), La Légion étrangère. Histoire et dictionnaire, éd. Robert Laffont, coll. Bouquins / Ministère de la Défense, 1 152 p.
10. Anne-Sophie Girard et Marie-Aldine Girard, La femme parfaite est une connasse. Guide de survie pour les femmes « normales », éd. J'ai lu, coll. Humour, 160 p.
11. Alexandre Lacroix, Voyage au centre de Paris, éd. Flammarion, 384 p. Une visite érudite de Paris.
12. Fabien Lecœuvre, Laurent Abrial et collectif, Le Petit Lecoeuvre illustré. Dictionnaire. Histoire des chansons de A à Z, éd. le Rocher / Sacem / France Bleue, 496 p.
13. Caroline Lepage, L'Amour bestial, éd. du Moment, 198 p. L'amour chez les animaux.
14. Margaux Motin, La Tectonique des plaques, éd. Delcourt, 192 p.
15. John Oldale, Les esquimaux ne construisent pas d'igloo, traduit par Denis-Armand Canal et André Roussel, éd. Arthaud, 263 p. Les modes de vie et l'histoire de plus 190 pays.
16. Yann Queffélec, Dictionnaire amoureux de la Bretagne, éd. Plon.
17. Pierre Rosenstiehl, Le Labyrinthe des jours ordinaires, éd. Le Seuil, 304 p.
18. Sheryl Sandberg (femme d'affaires américaine), En avant toutes (Lean In : Women, Work, and the Will to Lead), éd. Jean-Claude Lattès, 250 p.
19. Ringo Starr,  Photograph, éd. Genesis Books. Un recueil de photos choisies qui retracent la vie de l'artiste, de son enfance à Liverpool jusqu'à son ascension vers la célébrité et ses tournées avec les Beatles.
20. Alexandra Sublet, T'as le blues, baby ?, éd. Flammarion, 272 p.
21. Isabelle Tilmant, L'Infidélité au féminin, éd. Anne Carrière, 148 p. 12 histoires vraies.

### Récits
1. Emmanuèle Bernheim, Tout s'est bien passé, éd. Gallimard, coll. Blanche, 208 p. « Papa m'a demandé de l'aider à en finir ».
2. Mariena de Blasi (américaine), Un palais à Orvieto, éd. Mercure de France, 304 p.
3. Julien Blanc-Gras, Paradis (avant liquidation), éd. Au Diable Vauvert, 264 p. Témoignage sur les îles Kiribati condamnées par la montée de l'océan pacifique.
4. Marc Bressant, Les Funérailles de Victor Hugo, éd. Michel de Maule, 83 p. Comme si le lecteur y était.
5. Bernard Chaussegros, Beaucoup de chance malgré tout. Le Combat bouleversant d'une enfant, éd. Calmann-Lévy, 192 p. L'histoire d'Anne-Lise dont l’enfance, l’adolescence et la jeunesse, ont été un long et perpétuel combat contre la maladie.
6. Joan Didion (américaine), Le Bleu de la nuit, traduit par Pierre Demarty, éd. Grasset, 240 p. Un vibrant hommage funèbre à sa fille.
7. Annie Ernaux, Retour à Yvetot, éditions du Mauconduit, 80 p. Texte de sa conférence prononcée dans sa ville d'enfance d'Yvetot (Normandie) en octobre 2012, accompagné d'un entretien et de photographies personnelles[27].
8. Guillaume de Fonclare, Dans tes pas, éd. Stock, 96 p. Vivre avec la maladie ou mourir ?
9. Jean-Paul Kauffmann, Remonter la Marne, éd. Fayard, 264 p. Remonter à pied les 520 km de la Marne avec un œil d’ethnologue.
10. Laurence Kiberlain, Moyenne, éd. Stock, 140 p.
11. Mahtob Mahmoody, Un si long chemin vers la liberté, éd. Jean-Claude Gawsewitch.
12. Akira Mizubayashi (japonais francophile écrivant en français), Mélodie : Chronique d'une passion, préface de Roger Grenier, éd. Gallimard, coll. L'un et l'autre, 280 p.
13. Jean-Luc Moreau, Christian-Louis Eclimont, J'y étais ! Les Coulisses de mon théâtre, éd. Michel Lafon, 258 p. Souvenirs de ses rencontres.
14. Edna O'Brien (irlandaise), Fille de la campagne. Mémoires, traduit par Pierre-Emmanuel Dauzat, éd. Sabine Wespieser, 476 p. Mémoires d'une enfance dans l'Irlande rurale puritaine et d'une vie de jeune femme libre à Londres.
15. Olivier Poivre d'Arvor, Le jour où j'ai rencontré ma fille, éd. Grasset, 256 p. Le sentiment du vide d'enfant à la cinquantaine, la stérilité et l'adoption.
16. Jean-Marc Roberts, Deux vies valent mieux qu'une. Ils semblaient promis à une vie éternelle, éd. Flammarion, 105 p. Récits de sa maladie et de quatre étés passés en Calabre.
17. Jean-Christophe Rufin, Immortelle randonnée, éd. Guérin, 258 p. Sur le chemin de Compostelle. Prix Nomad's.
18. Noo Saro-Wiwa (anglo-nigériane), Transwonderland. Retour au Nigeria, traduit par Françoise Pertat, éd. Hoëbeke, 286 p. Une quête identitaire au Nigéria.
19. Philippe Sollers, Portraits de femmes, éd. Flammarion, 160 p. L'auteur raconte les femmes de sa vie.
20. Alexandra Sublet, T'as le blues, baby ?, éd. Flammarion. Un livre anti-baby blues de l'animatrice de l'émission C à vous.
21. Pierre Veilletet, Oui j'ai connu des jours meilleurs, éd. Arléa, 800 p.

### Romans

#### Auteurs francophones
1. Laure Adler, Immortelles (premier roman), éd. Grasset, 368 p. Sur le deuil d'amies.
2. Nelly Alard, Moment d'un couple, éd. Gallimard, 376 p.
3. Metin Arditi (turco-suisse), La Confrérie des moines volants, éd. Grasset, 352 p. La Russie soviétique chasse les moines orthodoxes.
4. Ryad Assani-Razaki, La Main d'Iman, éd. Liana Levi, 330 p. Une histoire africaine de la misère et de l'immigration.
5. Jérôme Attal, Le Voyage près de chez moi, éd. Stéphane Million, 208 p. Un point sur sa vie à l'occasion d'un petit déménagement.
6. Sylvie Aymard, C'est une occupation sans fin que d'être vivant, éd. Grasset, 178 p. Prix Île aux Livres.
7. Saphia Azzeddine, Combien veux-tu m'épouser ?, éd. Grasset, 332 p.
8. Hervé Bastié, Folies de mai, éd. Jean-Claude Lattès, 306 p.
9. Jeanne Benameur, Profanes, éd. Actes Sud, 288 p. Une vieille dame recherche la foi sacrée en l'être humain en dehors des religions.
10. Clément Bénech, L'été slovène (premier roman), éd. Flammarion, 126 p.
11. Michèle Bernstein, La Nuit, Éditions Allia.
12. Philippe Besson, De là, on voit la mer, éd. Julliard, 208 p. Une histoire d'amour en Toscane entre une femme au caractère fort et un jeune homme encore enfant.
13. Jean-Noël Blanc, L'Inauguration des ruines, éd. Joëlle Losfeld, 420 p. Une saga familiale et industrielle sur quatre générations.
14. Évelyne Bloch-Dano, Porte de Champerret, éd. Grasset, 192 p. Sur le thème du souvenir et du deuil.
15. Jean-Philippe Blondel, 06h41, éd. Buchet-Chastel, 240 p. Une vieille histoire d'attirance remonte à la surface.
16. Emmanuelle de Boysson, Oublier Marquise, éd. Flammarion, 390 p. Amours et intrigues lors de la Régence.
17. Anne Bragance, Escort boys, éd. Mercure de France, 195 p. Les aventures d'un joyeux gigolo.
18. Serge Brussolo, Frontière barbare, éd. Folio Science fiction, 432 p.
19. Michel-Antoine Burnier et Léon Mercadet, Il est midi dans le siècle, éd. Robert Laffont, 211 p. L'Histoire alternative.
20. Arièle Butaux, Démons de idi, éd. de l'Archipel, 236 p.
21. France Cavalié, Restons-en là (premier roman), éd. Stéphane Million, 204 p. Une histoire d'amour qui se termine dans la douleur et le refus.
22. Didier Van Cauwelaert, La Femme de nos vies, éd. Albin Michel, 350 p. Prix Messardière du roman de l'été.
23. Noëlle Châtelet, Madame George, éd. Le Seuil, 234 p. Un psychanalyste est entrainé dans le monde de l'occultisme.
24. Lætitia Chazel, Drôle de genre, éd. Alma, 298 p.
25. Guillaume Chérel, Les hommes sont des maîtresses comme les autres, éd. Plon, 197 p.
26. Fanny Chiarello, Une faiblesse de Carlotta Delmont (second roman), éd. de l'Olivier, 188 p. La tentation de devenir une autre.
27. Valérie Clo, Les Gosses, éd. Buchet-Chastel, 150 p. Vie de famille.
28. Jean-Luc Coatalem, Nouilles froides à Pyongyang, éd. Grasset, 240 p.
29. Jean-Luc Coatalem, Le Gouverneur d'Antipodia, éd. 84, coll. J'ai lu, 156 p.
30. Harold Cobert, Au nom du père, du fils et du Rock'N'Roll, éd. Héloïse d'Ormesson, 256 p. Un « petit con ».
31. Oscar Coop-Phane, Demain Berlin (second roman), éd. Finitude, 176 p.
32. Frédéric Couderc, Un été blanc et noir, éd. Flammarion, 316 p. Aventures romanesques d'un française en Afrique du Sud en 1967.
33. Catherine Cusset, Indigo, éd. Gallimard, coll. Blanche, 320 p. En Inde, un festival culturel rassemble quatre français complexes et tourmentés.
34. Francis Dannemark, Histoire d'Alice, qui ne pensait jamais à rien (et de tous ses maris, plus un), éd. Robert Laffont, 184 p. Alice et ses neuf maris.
35. Olivier Darrioumerie, La Rue des silences (premier roman), éd. Stéphane Million, 272 p.
36. Didier Decoin, La Pendue de Londres, éd. Grasset, 336 p. 1955, la rencontre d'une criminelle et de son bourreau.
37. Grégoire Delacourt, La première chose qu'on regarde, éd. Jean-Claude Lattès, 266 p.
38. Solange Delhomme, Les Traversées, (premier roman), éd. Denoël, 172 p. Les liens secrets d'un famille.
39. Stéphane Denis, Les Dormeurs, éd. Grasset, 144 p.
40. Éric Deschodt, Les Amants du grand monde, éd. Bernard de Fallois, 240 p. Grands sentiments, politique, guerre, au bordel Cholon de Saïgon.
41. Émilie Desvaux, Le Jardin de minuit, éd. Stock, coll. La Bleue, 336 p.
42. Lionel Duroy, Vertiges, éd. Julliard, 480 p. Un handicapé de l'amour regarde son nombril.
43. Christine Eddie (québécoise), Parapluies (second roman), éd. Héloïse d'Ormesson, 176 p. Le destin de cinq femmes.
44. Patrick Eudeline, Vénéneuse. Ma Vénus, ma Bardot., éd. Flammarion, 240 p. Amour passion et sexe.
45. Daniel Farland (américain), Les Seigneurs des runes, tome 7 : Le Labyrinthe de Rugassa, traduit par Isabelle Troin, éd. Pocket Science fiction, 444 p.
46. Alice Ferney, Cherchez la femme, éd. Actes Sud, 528 p. Deux générations d'une famille.
47. David Foenkinos, Je vais mieux, éd. Gallimard, 330 p. Une histoire des petits riens qui font les grandes douleurs.
48. Émilie Frèche, Deux étrangers, éd. Actes Sud, 288 p. Un voyage initiatique d'une jeune femme vers son père.
49. Emmanuelle Friedmann, La Dynastie des Chevallier, éd. Calmann-Lévy, 270 p.
50. Hervé Gagnon, Vengeance, éd. Hurtubise.
51. Christophe Galfard : La Colère du ciel et du vent, éd.PKJ.
52. Valérie Gans, Le Bruit des silences, éd. J.C. Lattès, 346 p. Confidences, trahisons et rebondissements, une femme d'aujourd'hui.
53. Christian Garcin, Les Nuits de Vladivostok, éd. Stock, 368 p.
54. Jérôme Garcin, Bleus Horizons, éd. Gallimard, coll. Blanche, 224 p. La très courte vie du poète Jean de La Ville de Mirmont au front en 1914.
55. Anna Gavalda, Billie, éd. La Dilettante, 224 p.
56. David Gemmel (anglais), Loup Blanc, éd. Milady Fantasy. Science fiction.
57. Franz-Olivier Giesbert, La Cuisinière d'Himmler, éd. Gallimard, 370 p.
58. Fabrice Guénier, Les Saintes (premier roman), éd. Gallimard, 364 p. Un homme divorcé tente de se reconstruire dans les bras de prostituées asiatiques.
59. Catherine Guillebaud, Exercice d'abandon, éd. Le Seuil, 168 p. Une rencontre amoureuse sur le Mékong.
60. Thomas Gunzig, Manuel de survie à l’usage des incapables, éd. Au diable Vauvert, 420 p.
61. Hubert Haddad, Le Peintre d'éventail. Sublime Japon, éd. Zulma, 192 p. Une voie vers la philosophie Zen.
62. Mathilde Janin, Riviera (premier roman), éd. Actes Sud, 224 p.
63. Oriane Jeancourt Galignani, Mourir est un art, éd. Albin Michel, 181 p. Roman biographique sur Sylvia Plath.
64. Anaïs Jeanneret, La Solitude des soirs d'été, éd. Albin Michel, 232 p. Un été dans une bastide provençale.
65. Raphaël Jérusalmy, La Confrérie des chasseurs de livres, éd. Actes Sud, 320 p. Villon agent de l'évêque de Paris et en Terre Sainte.
66. Gaëlle Josse, Noces de neige (troisième roman), éd. Autrement, 160 p.
67. Vénus Khoury-Ghata, La fiancée était à dos d'âne, éd. Mercure de France, 160 p.
68. Philippe Labro, Le Flûtiste invisible, éd. Gallimard, 174 p.
69. Jean-Yves Lacroix, Haute époque (premier roman), éd. Albin Michel, 168 p.
70. Jean-Claude Lalumière, La Campagne de France, éd. La Dilettante, 288 p. Un voyage en France en autocar.
71. Aude Le Corff, Les Arbres voyagent la nuit, éd. Stock, 294 p.
72. Arnaud Le Guilcher, Pile entre deux, éd. Stéphane Million, 406 p.
73. Cléo Le-Tan, Une famille, éd. Grasset, 208 P.
74. Patrice Leconte, Le garçon qui n'existait pas, éd. Albin Michel, 166 p.
75. Agnès Ledig, Juste avant le bonheur (second roman), éd. Albin Michel, 344 p. Prix Maison de la presse 2013.
76. Annie Lemoine, Des jours parfaits, éd. Flammarion, 188 p.
77. Frédéric Lenoir et Simonetta Greggio, Nina, éd. Stock, 298 p. Un amour de jeunesse.
78. Gilles Leroy, Nina Simone, éd. Mercure de France, 266 p. Roman biographique.
79. Michèle Lesbre, Écoute la pluie, éd. Sabine Wespieser, 100 p. Prix Île aux Livres.
80. Catherine Locandro, L'Enfant de Calabre, éd. Héloïse d'Ormesson, 272 p. Une quête des origines familiales, un père légionnaire.
81. Sandra Lucbert, Mobiles (premier roman), éd. Flammarion, 288 p.
82. Alain Mabanckou (congolais), Lumières de Point-Noire, éd. Le Seuil, 304 p. Retour 23 ans après dans la ville de son enfance.
83. Ivan Macaux, Il Babbo (premier roman), éd. Stock, 224 p.
84. Patrick Mahé, Les oies sauvages meurent à Mexico, éd. Fayard, 336 p.
85. Andreï Makine, Une femme aimée, éd. Le Seuil, coll. Cadre rouge, 362 p. Roman biographique de la Grande Catherine.
86. Mathias Malzieu, Le Plus petit baiser jamais recensé, éd. Flammarion, 158 p.
87. Antoine-Pierre Mariano, Le Chêne et le citronnier (premier roman), éd. Jacob-Duvernet, 363 p. Une saga de pieds-noirs.
88. Côme Martin-Karl, Les Occupations (premier roman), éd. Jean-Claude Lattès, 208 p.
89. Éric Marty, Le Cœur de la jeune Chinoise, éd. Le Seuil, coll. Cadre rouge, 420 p.
90. Franck Maubert, Ville close, éd. Écriture, 192 p.
91. Michel Moatti, Retour à Whitechapel éd. Hervé Chopin, 352 p.
92. Cyril Montana, Je nous trouve beaux, éd. Albin Michel, 190 p.
93. Pascal Morin, Comment trouver l'amour à cinquante ans quand on est parisienne (et autres questions capitales), éd. du Rouergue, coll. la Brune, 224 p.
94. Christophe Mouton, Notre mariage (second roman), éd. Julliard, 116 p.
95. Marie NDiaye, Ladivine, éd. Gallimard, 416 pages[28].
96. Marie Nimier, Je suis un homme, éd. Gallimard, 234 p. Un macho égocentrique et mufle.
97. Amélie Nothomb, La Nostalgie heureuse, éd. Albin Michel, 152 p.
98. Bernard Ollivier, Histoire de Rosa qui tint le monde dans sa main (premier roman), éd. Phébus, 246 p. Roman social agricole au début du XXe siècle.
99. Véronique Olmi, La nuit en vérité, éd. Albin Michel, 310 p. Le mal-être d'un adolescent de l'Est à Paris.
100. Christian Oster, En ville, éd. de l'Olivier, 176 p. Prix Landerneau roman. Où aller pour passer les vacances ?
101. Jean-Pierre Otte, Strogoff, éd. Julliard, 364 p.
102. Véronique Ovaldé, La Grâce des brigands, éd. de l'Olivier, 286 p. Une jeunesse en Californie dans les années 1970.
103. Pierre Patrolin, La Montée des cendres, éd. P.O.L., 188 p. L'obsession du feu.
104. Claudie Pernusch, Une visite surprise, éd. Belfond, 224 p. Une enfant ressort du passé.
105. Oliver Peru, Martyrs, Livre I, éd. J'ai Lu, coll. semi-poche, 694 p.
106. Pia Petersen (danoise), Un écrivain, un vrai, éd. Actes Sud, 208 pages. Une critique de la télé-réalité.
107. Alexandre Postel, Un homme effacé (premier roman), éd. Gallimard, 256 p. Prix Goncourt du Premier roman.
108. Romain Puértolas, L'Extraordinaire Voyage du fakir qui était resté coincé dans une armoire Ikea (premier roman), éd. Le Dilettante, 254 p.
109. Yves Ravey, Un notaire peu ordinaire, éd. Les Éditions de Minuit, 106 p.
110. Maël Renouard, La Réforme de l'opéra de Pékin, éd. Rivages, 94 p. Prix Décembre 2013.
111. Yasmina Reza, Heureux les heureux, éd. Flammarion, 190 p. Roman de boulevard et tourments chez les nantis et bobos parisiens.
112. Patricia Reznikov, La Transcendante, éd. Albin Michel, 276 p.
113. Michel Rio, Une comédie américaine, éd. Fayard, 137 p.
114. Tatiana de Rosnay, À l'encre russe, engravé par Raymond Clarinard, éd. Héloïse d'Ormesson, 348 p.
115. Michel Rostain, L’Étoile et la vieille (second roman), éd. Kero, 222 p. La préparation de la dernière tournée d'une célébrité de l'accordéon.
116. Franck Ruzé, L'échelle des sens, éd. Albin Michel, 210 p. Quotidien d'une étudiante qui a choisi de se prostituer pour une agence d'escorts de luxe.
117. François Saintonge, Dolfi et Marilyn, éd. Grasset, 288 pages[29].
118. Fanny Salmeron, Les étourneaux (troisième roman), éd. Stéphane Million, 110 p. Fuir le chaos du monde.
119. Valérie Saubade, Un bref moment d'égarement, éd. Anne Carrière, 174 p.
120. Laurent Seksik, Le cas Eduard Einstein, éd. Flammarion, 300 p. La vie du fils schizophrène d'Albert Einstein.
121. Joann Sfar, L’Éternel (premier roman), éd. Albin Michel, 464 p. Roman gore et vampirique.
122. Guillaume Siaudeau, Tartes aux pommes et fin du monde (premier roman), éd. Alma, 150 p. Sur la solitude.
123. Pierre Stasse, La Nuit pacifique (troisième roman), éd. Flammarion, 268 p. Retrouver ses fantômes en voyageant.
124. Ludo Sterman, Bombe X, éd. Fayard.
125. Isabelle Stibbe, Bérénice 34-44, éd. Serge Safran, 320 p.
126. Martin Suter (suisse), Le Temps, éd. Christian Bourgois, 316 p. Un retour vers le futur pour retrouver son épouse tuée.
127. Marc Quentin Szwarcburg, Première !, éd. Héloïse d'Ormesson, 224 p.
128. François Taillandier, L’Écriture du monde (tome 1), éd. Stock, 288 p. Les origines de la civilisation européenne moderne.
129. Jean Teulé, Fleur de tonnerre, éd. Julliard, 282 p. l'Ankou et la petite fille.
130. Christophe Tison, Te rendre heureuse, éd. Gallimard, coll. L'Arpenteur, 336 p. Conséquences d'une erreur d'adressage d'un SMS.
131. Valérie Tong Cuong, L'Atelier des miracles, éd. Jean-Claude Lattès, 250 p. Un roman psychologique pour les âmes cassées.
132. Karine Tuil, L'Invention de nos vies, éd. Grasset, 496 p. Prix du Roman de la forêt des livres.
133. Zoé Valdés, La Nuit à rebours, éd. Arthaud, 128 p.
134. Didier van Cauwelaert, La Femme de nos vies, éd. Albin Michel.
135. Sophie Van der Linden, La Fabrique du monde, éd. Buchet-Chastel. La vie d'une jeune ouvrière chinoise romantique dans une usine chinoise.
136. Agnès Vannouvong, Après l'amour (premier roman), éd. Mercure de France, 208 p. Sur la sexualité des femmes et la séparation.
137. Philippe Vilain, La Femme infidèle, éd. Grasset, 160 p. Exploration de la psychologie d'un mari trompé.
138. Boris Vian (1920-1959), L’Écume des jours, éd. des Saints-Pères. Fac-similé du manuscrit original.
139. Marianne Vic, Les Mutilés (premier roman), éd. des Équateurs, 234 p.
140. Dorothée Werner, À la santé du feu, éd. Jean-Claude Lattès, 220 p.
141. Béatrice Wilmos, Le Cahier des mots perdus (troisième roman), éd. Belfond, 218 p.
142. Julie Wolkenstein, Adèle et moi, éd. P.O.L, 600 p. Reconstitution de la vie de sa grand-mère.
143. Alice Zeniter, Sombre dimanche, éd. Albin Michel, 288 p. La sombre désespérance d'une famille hongroise depuis les années 1920 à nos jours.

#### Auteurs traduits
1. Christina Alger (américaine), Park Avenue (premier roman), traduit par Catherine Cinnington, éd. Albin Michel, 464 p.
2. Shalom Auslander (américain), L'Espoir, cette tragédie (premier roman), traduit par Bernard Cohen, éd. Belfond, 326 p.
3. Julian Barnes (anglais), Une fille, qui danse [« The Sense of an Ending »], traduit par Jean-Pierre Aoustin, éd. Mercure de France, 208 p., Prix Booker. Un roman sur le temps qui passe.
4. T. C. Boyle, Après le carnage, éd. Grasset, 478 p. Une biologiste décide de débarrasser une île de l'invasion des rats.
5. Lincoln Child (américain), La Troisième porte, traduit par Thomas Bauduret, éd. Michel lafon, 200 p. À la recherche de la tombe du roi Narmer.
6. Joseph Connolly (anglais), England's Lane, traduit par Alain Defossé, éd. Flammarion, 417 p.
7. Jeffrey Eugenides (américain), Le Roman du mariage, traduit par Olivier Deparis, éd. de l'Olivier, 551 p. Un roman matrimonial.
8. Ben Fountain (américain), Fin de mi-temps pour le soldat Billy Lynn, éd. Albin Michel, 416 p. Une escouade de retour de la guerre en Irak.
9. Therese Anne Fowler (américaine), Le Roman de Zelda, éd. Michel Lafon, 432 p.
10. Gaïto Gazdanov (russe), Le Spectre d'Alexandre Wolf, traduit par Jean Seny, éd. Viviane Hamy, 172 p. Un ancien soldat russe blanc est obsédé par le meurtre d'un soldat bolchevique qu'il a commis en 1917.
11. Karl Taro Greenfeld (américain), Triburbia (premier roman), traduit par Françoise Adelstain, éd. Philippe Rey, 288 p.
12. Lisa Hunger (américaine), L'Île des ombres, éd. Toucan, 448 p.
13. Angela Huth (anglaise), Quand rentrent les marins, traduit par Anne Neuhoff, éd. Quai Voltaire, 378 p. Sentiments de femmes de marins pêcheurs écossais.
14. John Irving, À moi seul bien des personnages, traduit par Josée Kamoun et Olivier Grenot, éd. Le Seuil, 470 p.
15. Jonas Jonasson (suédois), L'analphabète qui savait compter (second roman), éd. Presses de la Cité, 478 p.
16. Andrus Kivirähk (estonien), L'Homme qui savait la langue des serpents, traduit par Jean-Pierre Minaudier, éd. Attila, 422 pages[30].
17. Natsuo Kirino (japonais), L'Île de Tokyo, traduit par Claude Martin, éd. Le Seuil, 280 p.
18. Herman Koch (hollandais), Villa avec piscine (second roman), traduit par Isabelle Rosselin, éd. Belfond, 444 p.
19. Cayla Kluver, Sacrifice, éd. Le Masque.
20. Erri De Luca, Les poissons ne ferment pas les yeux, traduit par Danièle Valin, éd. Gallimard, 130 p.
21. Liu Zhenyun, En un mot comme en mille, éd. Gallimard, 736 p.
22. George R. R. Martin, Gardner Dozois et Daniel Abraham, Le Chasseur et son ombre, traduit par Fabienne Rose et Jean-Daniel Brèque, éd. Folio Science fiction, 400 p.
23. Peter Mayle (américain), Embrouille en Provence, éd. Robert Laffont, 260 p. Les promoteurs convoitent l'Anse des pêcheurs.
24. Willa Marsch (anglaise), Le Prix de l'innocence, éd. Autrement, 270 p. Les secrets de jeunesse à travers un journal.
25. Nancy Mitford (1904-1973), L'Amour, toujours l'amour, traduit par Daria Olivier, François Villié et Jacques Brousse, éd. Omnibus, 911 p.
26. Nancy Mitford (1904-1973), Tirs aux pigeons, traduit par Charlotte Motley, éd. Christian Bourgois, 204 p.
27. Horacio Castellanos Moya (espagnol), La Servante et le Catcheur, traduit par René Solis, éd. Métailié, 240 pages[31].
28. Haruki Murakami (japonais), L'Incolore Tsukuru Tazaki et ses années de pèlerinage
29. Paul Murray (anglais), Skippy dans les étoiles, éd. Belfond, 688 p.
30. David Nicholls (anglais), Pour une fois, traduit par Valérie Bourgeois, éd. Belfond, 352 p.
31. Joyce Carol Oates (américaine), Corky, traduit par Claude Seban, éd. Stock, 384 p.
32. Joyce Carol Oates (américaine), Confessions d'un gang de filles. Foxfire, traduit par Michèle Lévi-Bram, éd. Stock, 768 p.
33. Joyce Carol Oates (américaine), Le Mystérieux Mr Kidder, traduit par Claude Seban, éd. Philippe Rey, 240 p.
34. Arthur Phillips, La tragédie d'Arthur, traduit par Bernard Hœpffner, éd. Le Cherche Midi, 624 p. Roman humoristique.
35. Richard Powers, Le Dilemme du prisonnier, éd. Le Cherche Midi.
36. Nora Roberts (américaine), Une femme sous la menace, éd. Michel Lafon, 362 p.
37. Danielle Steel (américaine), Joyeux anniversaire, traduit par Hélène Colombeau, éd. Presses de la Cité, 329 p.
38. Carlene Thompson, Jusqu'à la fin, éd. Toucan, 352 p. Quand l'amour tourne à l'obsession.
39. Rose Tremain (anglaise), L'Ami du roi, traduit par Edith Soonckindt, éd. Jean-Claude Lattès, 426 p.
40. Robyn Young (britannique), Les maîtres d’Écosse, tome 2 : Renégat, éd. Fleuve Noir.

#### Policiers, thrillers, espionnage
1. Megan Abbott, Envoûtée, traduit par Jean Esch, éd. du Masque, 250 p.
2. Éliette Abécassis, Le Palimpseste d'Archimède, éd. Albin Michel, 350 p.
3. Jussi Adler-Olsen (danois), Miséricorde, éd. Le Livre de poche, 528 p.
4. Ingrid Astier, Angle mort (second roman), éd. Gallimard, coll. Série noire, 528 p. Brigade fluviale de la Seine.
5. Michèle Barrière, Les Aventures du cuisinier Savoisy : Meurtres au potager du Roy. Les Soupers assassins du Régent, éd. Agnès Viénot, 637 p. Deix romans noirs et gastronomiques.
6. Steve Berry (américain), Le Temple de Jérusalem, éd. Le Cherche Midi, 551 p.
7. Adam Blake (anglais), Le Code du démon, éd. MA, 420 p.
8. Édouard Brasey, Le Dernier pape. La fin d'un règne de 2000 ans, éd. Télémaque, 352 p.
9. C. J. Box (américain), Fin de course, traduit par Aline Weill, éd. Calmann-Lévy, 400 p. Polar dans la nature du Wyoming.
10. Dan Brown (américain), Inferno, Traduit par Dominique Defert et Carole Delporte, éd. Jean-Claude Lattès, 565 p.
11. Pascal Bruckner, La Maison des Anges, éd. Grasset, 300 p. Un purificateur veut débarrasser Paris de ses SDF.
12. Michel Bussi, Ne lâche pas ma main, éd. Presse de la Cité, 380 p.
13. Jérôme Camut et Nathalie Hug, W3: Le sourire des pendus, éd. Télémaque, 752 p.
14. Maxime Chattam, La Conjuration primitive, éd. Albin Michel, 300 p.
15. Fanny Chiarello, Une faiblesse de Carlotta Delmont, éd. de l'Olivier, éd. 186 p.
16. Lee Child (américain), 61 heures. Une aventure de Jack Reacher, traduit par William Olivier Desmond, éd. Calmann-Lévy, 464 p.
17. Lincoln Child et Douglas Preston (américains), Descente en enfer, traduit par Sébastian Danchin, éd. L'Archipel, 400 p. Des meurtres étranges dans des hôtels de Manhattan.
18. Mary Higgins Clark, Une Chanson douce, éd. Albin Michel, 400 p.
19. Harlan Coben (américain), Ne t'éloigne pas, traduit par Roxane Azimi, éd. Belfond, 367 p.
20. Paul Colize, Un long moment de silence, éd. La Manufacture de Livres, 470 p. Prix Landerneau du Polar 2013.
21. Sandrine Collette, Des nœuds d'acier (premier roman), éd. Denoël, coll. Sueurs froides, 270 p. Thriller psychologique sur l'enfermement.
22. Glenn Cooper (américain), La Prophétie des papes, traduit par Sophie Aslanides, éd. Le Cherche Midi, 411 p.
23. Jean-Pierre Cottet, La Vie déplorable de Charles Buscarons, éd. Plon, 318 p. Meurtre et passion à la télévision.
24. Clive Cussler (américain) et Jack Du Brul, La Mer silencieuse, traduit par Bernard Gilles, éd. Grasset, 352 p.
25. Frédéric Diefenthal et Paul-Henri Moinet, Paris, capitale du crime, éd. Michel Lafon, 317 p.
26. William Dietrich (américain), L'Ombre des Templiers, éd. Le Cherche Midi, 403 p.
27. Wulf Dorn (allemand), L'Interprétation des peurs (premier roman), éd. Pocket Thriller, 436 p.
28. José Rodrigues dos Santos (portugais), L'Ultime secret du Christ, traduit par Carlos Batista, éd. HC, 486 p.
29. Dominique Dyens, Lundi noir, éd. Héloïse d'Ormesson, 208 p. Thriller psycho-socio-financier.
30. Michael Ennis (américain), 1502, traduit par Caroline Nicolas, éd. Le Cherche Midi, 569 p.
31. Laurie Frankel, Adieu ! ou presque…, éd. Fleuve Noir.
32. Daniel Friedman (américain), Ne deviens jamais vieux, traduit par Charles Recoursé, éd. Sonatine, 334 p. Un ancien policier, ancien combattant, à la recherche d'un ancien nazi.
33. Robert Galbraith, L'Appel du coucou, éd. Grasset, 576 p.
34. Claire Gallen, Les riches heures, éd. du Rouergue, 192 p.Un couple frappé par le chômage se délite.
35. Carin Gerhardsen, La Comptine des coupables, traduit par Charlotte Drake et Patrick Vandar, éd. Fleuve noir, 311 p.
36. Tess Gerritsen (américaine), La Disparition de Maura, traduit par Nathalie Serval, éd. Presses de la Cité, coll. Sang d'encre, 319 p.
37. David Gibbins (anglais), Pharaon, éd. Les Escales Noires.
38. Karine Giebel, Purgatoire des innocents, éd. Fleuve Noir, 592 p.
39. Ghislain Gilberti, Le Festin du Serpent, éd. Anne Carrière, 556 p. Un groupe islamiste terroriste et un tueur en série.
40. Sylvie Granotier, La Place des morts, éd. Albin Michel, coll. Spécial Suspense, 336 pages[32].
41. Arnaldur Indridason (islandais), Étranges rivages, traduit par Éric Boury, éd. Métailié, 298 p.
42. Bernhard Jaumann (allemand), L'heure du chacal (Die stunde des schakals), traduit par Céline Maurice, éditions du Masque, 280 p.
43. Mons Kallentoft (suédois), La 5e saison, éd. Le Seuil.
44. Philip Kerr (anglais), Vert-de-gris, éd. Le Masque, 450 p. En pleine guerre froide.
45. Tom Knox, Le Rituel Babylone, traduit par Martine Desoille, éd. City, 380 p.
46. Dean Koontz (américain), Un soir de cauchemar, éd. Jean-Claude Lattès, 400 p.
47. Volker Kutscher (allemand), Glodstein, traduit par Magali Girault, éd. Le Seuil, coll. Policiers, 620 p.
48. Franck Labat, Naturalis, éd. Les Nouveaux Auteurs, 440 p. La menace prophétisée par une lycéenne pèse sur notre espèce.
49. Franck Labat, Forfait illimité*, éd. Nouvelles Plumes, 315 p. Un ancien hacker doit déjouer un complot cyber-terroriste.
50. Camilla Läckberg : Le Gardien de phare, éd. Actes Sud, 480 p. Septième enquête d'Erica.
51. Donna Leon (américaine), Brunetti et le mauvais augure, éd. Calmann-Lévy, 288 p. Une enquête du commissaire Brunetti.
52. Marc Levy, Un sentiment plus fort que le peur, éd. Robert Laffont, 440 pages. Thriller romantique.
53. Charlotte Link, Une femme surveillée, éd. Presses de la Cité, 550 p.
54. Sophie Loubière, Black Coffee, roman chez Fleuve noir
55. Malcolm R. Mackay (écossais), Il faut tuer Lewis Winter (premier roman), traduit par Fanchita Gonzalez Batlle, éd. Liana Levi, 238 p.
56. Mallock, Le Cimetière des hirondelles, éd. Fleuve Noir, 432 p.
57. Ian Manook, Yeruldelgger, Albin Michel, 544 p. - prix des lecteurs Quais du polar/20 minutes
58. Éric Marty, Le Cœur de la jeune chinoise, éd. Le Seuil, coll. Cadre rouge, 420 p. Un thriller dans le milieu de l'extrême gauche parisienne.
59. Patricia MacDonald, La Sœur de l'ombre, éd. Albin Michel, 352 p.
60. Laëtitia Milot, On se retrouvera (premier roman), en collaboration avec Johana Gustawsson, éd. Fayard. Sur le thème de L’Été meurtrier.
61. Michel Moatti, Retour à Whitechapel. La véritable histoire de Jack l’Éventreur, éd. Hervé Chopin, 350 p.
62. Nadine Monfils, La vieille qui voulait tuer le bon Dieu, éd. Belfond, 248 p.
63. Laura Moriarty (américaine), Un été avec Louise, traduit par Christine Barbaste, éd. Fleuve Noir, 406 p.
64. Boyd Morrison (américain), L'Arche, éd. Bragelonne, 456 p. À la poursuite de l'arche de Noé.
65. Guillaume Musso, Demain, éd. XO, 440 p.
66. Hakan Nesser, Homme sans chien, traduit par Esther Sermage, éd. Le Seuil, 476 p.
67. Olivier Norek, Code 93 (premier roman), éd. Michel Lafon, 300 p. Un inspecteur de la PJ dans le réalisme noir du 93.
68. James Patterson et Michael Ledwige (américains), Les Griffes du mensonge, éd. L'Archipel, coll. Suspense, 400 p.
69. George Pelecanos (américain), Une balade dans la nuit, éd. Calmann-Lévy, 272 p.
70. Robert Pobi (américain), L'invisible (premier roman), traduit par Fabrice Pointeau, éd. Points Thriller, 480 p. Traque d'un tueur en série.
71. Michel Quint, En dépit des étoiles, éd. Héloïse d'Ormesson, 288 p. Une enquête dans les milieux troubles de Lille.
72. James Rollins, La Colonie du diable, traduit par Leslie Boitelle, éd. Fleuve Noir, 535 p.
73. Gabriel Rolón, La Maison des belles personnes, traduit par Marianne Millon, éd. Belfond, 378 p. Un thriller psychologique.
74. Michael Scott (irlandais) et Colette Freedman (américaine), Les Treize reliques, traduit par Isabelle Troin, éd. Fleuve Noir, 398 p.
75. Raffy Shart, L'Antidote, éd. Le Cherche Midi, 168 p. La vengeance d'une actrice.
76. Karin Slaughter (américaine), Broken, traduit par Bernard Ferry, éd. Grasset, 418 p.
77. Johan Theorin (suédois), Froid Mortel, traduit par Rémi Cassaigne, éd. Albin Michel, 400 p.
78. Antoine Tracqui, Point Zéro (premier roman), éd. Critic, 878 p. Un colossal bunker dans l'Antarctique.
79. Derek Van Arman (américain), Il, traduit par  Johan-Frederik Hel Guedj, éd. Sonatine, 767 p.
80. Élisa Vix, Rosa Mortalis, éd. Rouergue Noir, 288 p.
81. Lauren Weisberger (américaine), Vengeance en Prada, éd. Fleuve Noir. La suite.
82. Don Winslow (américain), Dernier verre à Manhattan, traduit par Philippe Loubat-Delranc, éd. Le Seuil.

## Décès
- 2 janvier, Teresa Torańska, journaliste et écrivaine polonaise, morte à 69 ans.
- 3 janvier, Sergiu Nicolaescu, réalisateur, acteur et scénariste roumain, mort à 83 ans à Bucarest (Roumanie)[33].
- 5 janvier, Ye Si, poète, écrivain et universitaire chinois de Hong Kong, mort à 63 ans.
- 5 janvier, Sol Yurick, écrivain américain, mort à 87 ans.
- 6 janvier, Giovanna Bemporad, poétesse et traductrice italienne, morte à 84 ans.
- 8 janvier, Pierre Veilletet, journaliste et écrivain français, mort à 69 ans[34].
- 10 janvier, Jacques Heers, historien français, mort à 88 ans à Angers (Maine-et-Loire)[35].
- 12 janvier, Jean Krier, poète luxembourgeois, mort à 64 ans.
- 14 janvier, André Bay, éditeur littéraire français, mort à 96 ans à La Frette-sur-Seine (Val-d'Oise)[36].
- 15 janvier, Jean-Bertrand Pontalis, psychanalyste et essayiste français, mort à 89 ans à Paris[37].
- 17 janvier, Jakob Arjouni, écrivain allemand, mort à 48 ans à Berlin (Allemagne)[38].
- 18 janvier, Jacques Sadoul, éditeur et écrivain français, mort à 78 ans.
- 20 janvier, Alain Scoff, scénariste, dramaturge et écrivain français, mort à 72 ans.
- 20 janvier, Toyo Shibata, poétesse japonaise, morte à 101 ans.
- 20 janvier, Jörg Steiner, écrivain suisse allemand, mort à 82 ans.
- 24 janvier, Richard G. Stern, romancier américain, mort à 84 ans.
- 25 janvier, Robert Bonnaud, historien français, mort à 83 ans à Paris[39].
- 27 janvier, Kristian Brisson, écrivain breton, mort à 85 ans.
- 27 janvier, Éamon de Buitléar, écrivain, réalisateur et musicien irlandais, mort à 83 ans.
- 29 janvier, Anselm Hollo, poète finnois, mort à 78 ans.
- 30 janvier, Willy Vandermeulen, éditeur belge, mort à 80 ans.
- 1er février, Yan Nascimbene, dessinateur franco-italien, mort à 63 ans à San Miguel de Allende (Mexique)[40].
- 2 février, Jean-Claude Margolin, philosophe français, mort à 89 ans à Paris[41].
- 4 février, Richard E. Geis, écrivain de science-fiction américain, plusieurs fois récipiendaire du Prix Hugo, mort à 85 ans.
- 5 février, Leda Mileva, traductrice, écrivain et diplomate bulgare, morte à 93 ans.
- 5 février, Gilles Veinstein, historien français, mort à 67 ans à Paris[42].
- 6 février, Roger Motut, enseignant et écrivain canadien franco-albertain et fransaskois, mort à 95 ans.
- 8 février, Alan Sharp, scénariste et écrivain écossais, mort à 79 ans.
- 12 février, Renate Schoene, bibliothécaire allemande, auteur d'une bibliographie de plus de 29000 titres sur le vin, morte à 67 ans.
- 14 février, Mary Crow Dog, écrivaine américain de la tribu Sioux Lakota, membre de l'American Indian Movement, morte à 58 ans.
- 15 février, Alain Desrosières, statisticien, sociologue et historien français, mort à 72 ans à Paris[43].
- 16 février, Léopold Congo-Mbemba, poète francophone, mort à 53 ans à Paris[44].
- 17 février, Alessandro Fontana, philosophe italien, mort à 73 ans à Paris[45].
- 18 février, Otfried Preussler, écrivain allemand, auteur de littérature d'enfance et de jeunesse, mort à 89 ans.
- 19 février, Donald Richie, écrivain et critique de cinéma américain, mort à 88 ans.
- 21 février, Alain Gheerbrant, poète et explorateur français, mort à 92 ans à Paris[46].
- 23 février, Maurice Rosy, scénariste et dessinateur de BD français, mort à 85 ans à Paris[47].
- 27 février, Stéphane Hessel, diplomate et essayiste français, mort à 95 ans[48].
- 27 février, Imants Ziedonis, poète letton, mort à 79 ans.
- 28 février, Jean Honoré, cardinal et essayiste français, mort à 92 ans à Tours[49].
- 1er mars, Campbell Armstrong, écrivain et dramaturge écossais, mort à 69 ans.
- 4 mars, Jérôme Savary, metteur en scène et comédien français, mort à 70 ans à Levallois-Perret[50].
- 5 mars, Maurice Rosy, metteur en scène et comédien français, mort à 85 ans à Paris[51].
- 5 mars, Wladyslaw Znorko, metteur en scène français, mort à 55 ans à Marseille[52].
- 6 mars, Didier Comès, auteur de BD belge, mort à 71 ans[53].
- 9 mars, David Cohen, linguiste français, spécialiste des langues chamito-sémitiques, mort à 91 ans à Marseille[54].
- 12 mars, Robert Castel, sociologue français, mort à 79 ans.
- 17 mars, André Fontaine, journaliste français et ex-directeur du journal Le Monde, mort à 91 ans à Paris[55].
- 19 mars, Michel-Georges Micberth, éditeur, pamphlétaire et écrivain français, mort à 67 ans.
- 20 mars, James Herbert, écrivain britannique, spécialisé dans la littérature d'horreur, mort à 69 ans.
- 21 mars, Chinua Achebe, écrivain nigérian, mort à 82 ans à Boston (États-Unis)[56].
- 21 mars, Mohamed Saïd Ramadân al Boutî, écrivain, théologien et prédicateur musulman syrien, tué pendant la Guerre civile syrienne, à 84 ans.
- 24 mars, Barbara Anderson, écrivaine néo-zélandaise, morte à 86 ans.
- 25 mars, Jean-Marc Roberts, éditeur et écrivain français, patron des éditions Stock, mort à 58 ans à Marseille[57].
- 26 mars, Don Payne, scénariste, écrivain et producteur américain, mort à 49 ans.
- 29 mars, Christian Müller, psychiatre, enseignant et écrivain suisse, mort à 91 ans.
- 29 mars, Philippe Gauthier, helléniste et épigraphiste français, mort à 77 ans à Évreux[58].
- 1er avril, Camille Bourniquel, poète et romancier français, mort à 95 ans.
- 2 avril, Fred, auteur français de bande dessinée, mort à 91 ans à Paris[59].
- 3 avril, Georges Corvington, écrivain et historien haïtien, mort à 88 ans.
- 3 avril, Ruth Prawer Jhabvala, écrivaine et scénariste britannique, morte à 85 ans.
- 4 avril, Basil Copper, écrivain anglais, spécialisé dans la littérature d'horreur et policière, mort à 89 ans.
- 4 avril, Roger Ebert, journaliste américain, critique de cinéma, Prix Pulitzer, mort à 70 ans[60].
- 4 avril, Carmine Infantino, dessinateur, scénariste et éditeur américain de comics, mort à 87 ans.
- 5 avril, Gabrielle Rolin, romancière et traductrice belge, morte à 85 ans à Paris[61].
- 8 avril, José Luis Sampedro, écrivain et économiste espagnol, mort à 96 ans.
- 10 avril, Raymond Boudon, sociologue et écrivain français, mort à 79 ans à Paris[62].
- 16 avril, Julien Cohen-Solal, pédiatre et écrivain français, mort à 86 ans[63].
- 19 avril, François Jacob, professeur de biologique, grand résistant et écrivain français, mort à 92 ans[64].
- 22 avril, Clément Marchand, poète et éditeur québécois, mort à 100 ans.
- 27 avril, Mimi Barthélémy, conteuse, comédienne et écrivaine haïtienne, morte à 73 ans[65].
- 30 avril, Heather Dohollau, poétesse britannique, morte à 88 ans.
- 30 avril, Viviane Forrester, romancière, essayiste et critique littéraire française, morte à 87 ans[66].
- 30 avril, Mike Gray, écrivain, producteur, scénariste et réalisateur américain, mort à 77 ans.
- 30 avril, Andrew J. Offutt, écrivain américain de science-fiction et de fantasy, mort à 78 ans.
- 3 mai, Benoît Gysembergh, journaliste-reporteur français, mort à 59 ans[67].
- 5 mai, Jürg Amann, écrivain suisse, mort à 65 ans.
- 5 mai, Sarah Kirsch, poétesse allemande, mort à 78 ans.
- 6 mai, Alain Jégou, poète français, mort à 64 ans.
- 6 mai, Anne-Lise Stern, psychanalyste franco-allemande, morte à 92 ans[68].
- 8 mai, Dan Adkins, auteur de bandes dessinées américain, mort à 76 ans.
- 16 mai, Fred Funcken, auteur de bandes dessinées belge, mort à 91 ans.
- 18 mai, Ernst Klee, journaliste et écrivain allemand, mort à 71 ans.
- 19 mai, Michel Laclos, verbicruciste français, mort à 86 ans.
- 21 mai, Dominique Venner, essayiste français, mort à 78 ans.
- 23 mai, Georges Moustaki, auteur-compositeur-interprète français, mort à 79 ans.
- 24 mai, Michel Crozier, sociologue français, mort à 90 ans.
- 26 mai, Jack Vance, écrivain américain, mort à 96 ans.
- 27 mai, Michel-Antoine Burnier, journaliste et écrivain français, mort à 71 ans.
- 29 mai, Andrew Greeley, sociologue américain, mort à 85 ans.
- 1er juin, Patricia Parry, auteur française, romancière, morte à 55 ans.
- 2 juin, Ivan Cloulas, historien et archiviste français, spécialiste de l'histoire de la Renaissance, mort à 80 ans.
- 4 juin, Gaston Puel, poète français, mort à 89 ans.
- 6 juin, Tom Sharpe, écrivain anglais, mort à 85 ans.
- 8 juin, Yoram Kaniuk, écrivain israélien, mort à 83 ans[69].
- 8 juin, John Boyd, écrivain américain, mort à 93 ans.
- 9 juin, Iain Banks, écrivain écossais, mort à 59 ans.
- 19 juin, Parke Godwin, écrivain américain de science-fiction et de fantasy, mort à 84 ans.
- 23 juin, Richard Matheson, écrivain américain, mort à 87 ans.
- 2 août, Patricia Anthony, écrivain américaine, morte à 66 ans.
- 20 août, Elmore Leonard, écrivain américain, mort à 87 ans.
- 2 septembre, Frederik Pohl, écrivain américain, mort à 93 ans.
- 2 septembre, Lévon Ananyan, écrivain, journaliste et traducteur arménien, mort à 67 ans.
- 6 septembre, Ann C. Crispin, écrivain américaine, morte à 63 ans.
- 22 octobre, André Le Gal, écrivain français, mort à 66 ans.
- novembre, Donald Malcolm, écrivain écossais de science-fiction, mort à 83 ans.
- 6 décembre, Alain Vigner, écrivain et agriculteur, mort à 93 ans.